# Xã Spring River, Quận Lawrence, Missouri
Xã Spring River (tiếng Anh: Spring River Township) là một xã thuộc quận Lawrence, tiểu bang Missouri, Hoa Kỳ. Năm 2010, dân số của xã này là 2.199 người.